# Rhaphuma anopla
Rhaphuma anopla là một loài bọ cánh cứng trong họ Cerambycidae.